# Горизонтальні водоспади
Горизонтальні водоспади, прозвані «Горрі» і відомі місцевими корінними жителями як Гарааннгаддім (англ. Horizontal Falls) — незвичайне природне явище на північно-західному узбережжі регіону Кімберлі в Західній Австралії, де припливні потоки викликають водоспади на припливах і відпливах, під час кожного припливу. Морський парк Лаланґ-Ґаррам/Горизонтальний водоспад — це охоронна територія, яка охоплює водоспади і більш велику прилеглу територію.

## Опис

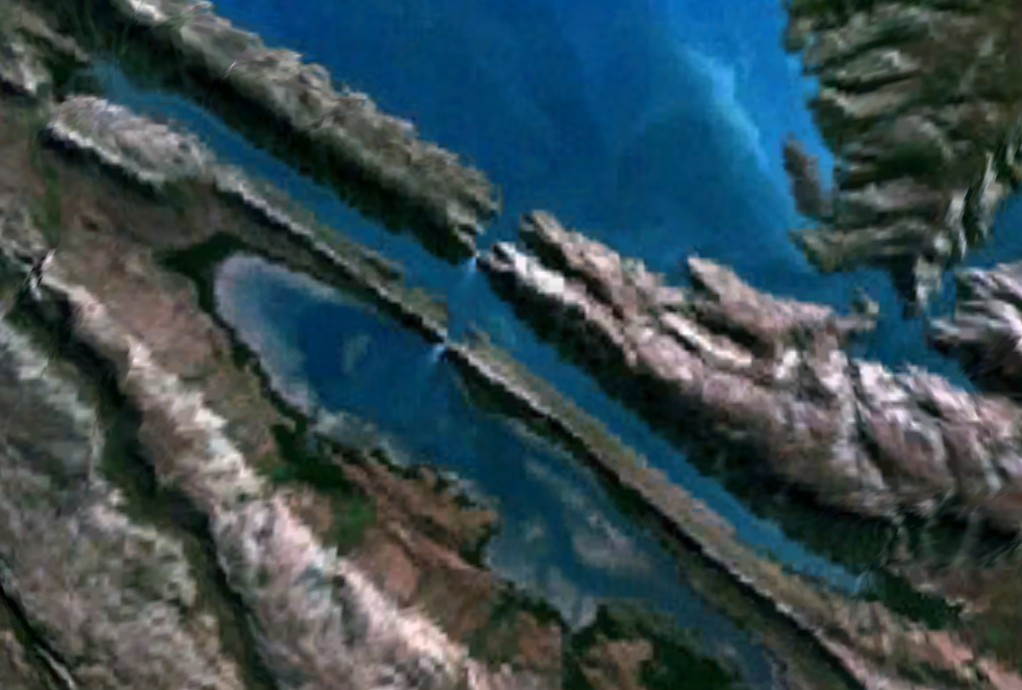
Супутникове зображення НАСА водоспадів.

Водоспад утворюється, коли морська вода протікає через дві короткі і вузькі ущелини, які знаходяться на відстані близько 300 метрів одна від одної. Вони розташовані в прибережних хребтах Макларті, розташованих у затоці Талбот (Ганбадба) архіпелагу Буканір. Ширина ущелини у бік моря становить близько 20 метрів, а в бік суші становить близько 10 метрів.
Це природне явище спричинене зміною місцевого рівня моря через припливи до 10 метрів. Вода накопичується то з одного, то з іншого боку щілин швидше, ніж може протікати через них, утворюючи водоспад заввишки до 4-х метрів. З кожною зміною припливу напрямок водоспаду змінюється від припливу до відтоку і навпаки.
Натураліст Девід Аттенборо назвав Горизонтальний водоспад «одним із найбільших чудес світу природи».
Човни можуть проходити через ущелини, а туристів, які шукають гострих відчуттів, обслуговують кілька туристичних компаній. Коли 27 травня 2022 року судно «Horizontal Falls Seaplane Adventures» проводило екскурсію природним феноменом, приблизно за 250 км на північний схід від міста Брум, воно зазнало аварії, маючи на борту 26 пасажирів та двох членів екіпажу. Судно, мабуть, зіткнулося з підводною скельною стіною. Більше дюжини туристів отримали серйозні травми і потребували медичної допомоги. Безпечний порятунок пасажирів був ускладнений через віддалене розташування водоспаду і доступність до місця аварії тільки морем та повітрям. Присутність кубомедуз (Cubozoa) та гребенястих крокодилів (Crocodylus porosus) у водах водоспаду зробило рятувальні роботи невідкладними.
Починаючи з 2026 року, уряд штату Західної Австралії вирішив припинити доступ човнів через ущелини Горизонтальних водоспадів вздовж узбережжя Кімберлі. Це рішення було обумовлено міркуваннями безпеки та враховувало інтереси Корпорації аборигенів дамбімангарі через священне для них значення цієї території. Незважаючи на цю зміну, відвідувачі все ще можуть подорожувати прямо до точки входу в Горизонтальні водоспади, щоб зблизька побачити захоплюючі припливні течії та вражаючі стародавні скельні утворення.

## Морські парки
Морський парк Кімберлі — це урядова територія Співдружності, на яку поширюється дія національного «Закону про EPBC», що охоплює простір океану за межами затоки Камден та інших державних парків, що тягнеться від півдня затоки Кінґ-Саунд майже до вершини морського парку Північний Кімберлі. Ця територія складається здебільшого із зони багаторазового використання (МСОП VI), але також включає частини національних парків (МСОП II) і зон охорони середовища проживання (МСОП IV), причому останні дві здебільшого розташовані за межами зон заток Камден і Кінґ-Саунд.

### Морський парк Лаланґ-Ґаррам/Горизонтальний водоспад
Морським парком Лаланґ-Ґаррам/Горизонтальний водоспад спільно керує Департамент біорізноманіття, охорони природи та пам'яток Уряду Західної Австралії (раніше Департамент парків і дикої природи (DPaW)) через своє агентство, Службу парків і дикої природи та традиційні власники землі та вод, група дамбімангарі (або народ воррорра). Народ дамбімангарі вибрав назву «Лаланґ-Ґаррам», яке є словом народу воррорра, що означає «солона вода як духовне місце, а також місце природного достатку», пов'язане з океаном у загальному значенні.
Горизонтальні водоспади відомі у народу дамбімангарі як Гарааннгаддім, а морські парки Лаланґ-Ґаррам/Горизонтальні водоспади та Північний Лаланґ-Ґаррам знаходяться в межах їх рідної території і перебувають на правах їхньої власності. Два морські парки були оголошені Урядом Західної Австралії.

### Новий морський парк
Згідно з планом управління 2016 року цей парк разом із морським парком Лаланґ-Ґаррам/Камден-Саунд і морським парком Північний Кімберлі складають частину того, що мало бути названо Великим морським парком Кімберлі, охоплюючи близько 30 000 км² (3 млн. га) прибережних вод від заходу Ганбадби (затока Талбот) до кордону Північної території.
У 2020 році було опубліковано новий план управління під назвою «Морський парк Лаланґ-Ґаддам: змінений спільний план управління морськими парками Лаланґ-Ґаррам/Камден-Саунд, Лаланґ-Ґаррам/Горизонтальний водоспад і Північний Лаланґ-Ґаррам, а також орієнтовний план спільного управління для запропонованого морського парку Майялам». Він був опублікований до виходу в світ офіційного бюлетеня з пропозицією морського парку Майялам згідно із «законом CALM» в якості заповідника класу А. Згідно з новими домовленостями, зонування парку «Камден-Саунд» не зміниться, але зараз планується об'єднати чотири морські парки (Лаланґ-Ґаррам/Горизонтальний водоспад, Північний Лаланґ-Ґаррам і новий морський парк Майялам), щоб сформувати морський парк Лаланґ-Ґаддам у морській країні народу дамбімангарі. Цей план буде змінено іншим 10-річним остаточним планом спільного управління.
Новий морський парк Майялам додасть 470 км² (47 000 га) до морських заповідників Кімберлі. Більший план полягає у створенні загалом 50 000 км² (5 млн. га) нових національних і морських заповідників у Західній Австралії. Новий варіант написання «Lalang-gaddam» відображає більш правильну вимову цього слова, а «Maiyalam» означає «між островами» або «проміжок». Новий морський парк Майялам охоплює територію біля північно-західного узбережжя затоки Кінґ-Саунд та навколо острова Маклі. Новий морський парк Лаланґ-Ґаддам межує із морським парком Маяла на заході (охоплює архіпелаг Буканір) і морським парком Північний Кімберлі (води племені вунамбал) на північному сході. Сухопутний і морський кордон на півдні прилягає до землі племені Барді-Джаві та морського парку Барді-Джаві. Карти показують розміри різних морських парків, визначення прав власності корінних народів, зони в межах територій тощо.
Такі деталі, як портові зони, окреслені в плані. Угода про використання земель корінних народів (ILUA) вже охоплює морські парки Лаланґ-Ґаррам/Камден-Саунд, Лаланґ-Ґаррам/Горизонтальний водоспад і Північний Лаланґ-Ґаррам, але для створення пропонованого морського парку Майялам знадобиться додаткова угода «ILUA» відповідно до Закону про право власності корінних жителів 1993 року. Більшість затоки Коллієр залишиться зоною загального користування, але естуарій Волкотт буде віднесено до заповідної зони.

## Інцидент на туристичному човні 2022 року
27 травня 2022 року близько 7:00 ранку туристичний катер «Falls Express», що належить «Горизонтальні водоспади — Пригоди на гідролітаку», врізався в скельну стіну біля водоспаду, на борту якого перебували 28 осіб. «Королівська служба літаючих лікарів» направила на місце події шість літаків, а неподалік, на залізорудній шахті острова Кулан, була створена зона сортування. Службою було доставлено у лікарні 18 пацієнтів, більшість — у місто Перт. Серед поранень переважали переломи кісток і травми голови.

## Нотатки
1. ↑  Закон про охорону навколишнього середовища та збереження біорізноманіття 1999 року (англ. Environment Protection and Biodiversity Conservation Act 1999; EPBC) — це акт Парламенту Австралії, який забезпечує основу для захисту навколишнього середовища Австралії, включаючи його біорізноманіття та природні та культурні місця.